# Oliveira do Hospital
Oliveira do Hospital – miejscowość w Portugalii, leżąca w dystrykcie Coimbra, w regionie Centrum w podregionie Pinhal Interior Norte. Miejscowość jest siedzibą gminy o tej samej nazwie.

## Demografia
| Liczba ludności gminy Oliveira do Hospital (1801–2011) | Liczba ludności gminy Oliveira do Hospital (1801–2011) | Liczba ludności gminy Oliveira do Hospital (1801–2011) | Liczba ludności gminy Oliveira do Hospital (1801–2011) | Liczba ludności gminy Oliveira do Hospital (1801–2011) | Liczba ludności gminy Oliveira do Hospital (1801–2011) | Liczba ludności gminy Oliveira do Hospital (1801–2011) | Liczba ludności gminy Oliveira do Hospital (1801–2011) | Liczba ludności gminy Oliveira do Hospital (1801–2011) | Liczba ludności gminy Oliveira do Hospital (1801–2011) |
| ------------------------------------------------------ | ------------------------------------------------------ | ------------------------------------------------------ | ------------------------------------------------------ | ------------------------------------------------------ | ------------------------------------------------------ | ------------------------------------------------------ | ------------------------------------------------------ | ------------------------------------------------------ | ------------------------------------------------------ |
| 1801                                                   | 1849                                                   | 1900                                                   | 1930                                                   | 1960                                                   | 1981                                                   | 1991                                                   | 2001                                                   | 2004                                                   | 2011                                                   |
| 727                                                    | 9 616                                                  | 27 324                                                 | 26 030                                                 | 26 287                                                 | 23 554                                                 | 22 584                                                 | 22 112                                                 | 21 901                                                 | 20 841                                                 |

## Sołectwa
Sołectwa gminy Oliveira do Hospital (ludność wg stanu na 2011 r.):
- Aldeia das Dez – 531 osób
- Alvoco das Várzeas – 320 osób
- Avô – 595 osób
- Bobadela – 759 osób
- Ervedal – 929 osób
- Lagares da Beira – 1398 osób
- Lagos da Beira – 782 osoby
- Lajeosa – 553 osoby
- Lourosa – 555 osób
- Meruge – 555 osób
- Nogueira do Cravo – 2309 osób
- Oliveira do Hospital – 4717 osób
- Penalva de Alva – 926 osób
- Santa Ovaia – 597 osób
- São Gião – 425 osób
- São Paio de Gramaços – 991 osób
- São Sebastião da Feira – 197 osób
- Seixo da Beira – 1586 osób
- Travanca de Lagos – 1296 osób
- Vila Franca da Beira – 465 osób
- Vila Pouca da Beira – 355 osób